# 川本晴朗
川本 晴朗（かわもと せいろう、1904年〈明治37年〉11月12日 - 没年不明）は日本の尺八奏者。七孔尺八の普及につとめたことで知られる。本名川本健二。

## 来歴
1904年（明治37年）に宇都宮警察署長の第一子として生まれる。9歳の時に琴古流逸童派川本家の養子となる。東京音楽学校卒業後は竹内寿太郎の考案した七孔尺八の実用化につとめ、1931年（昭和6年）には七孔尺八普及会を創立している。1934年（昭和9年）よりコロムビア専属として活躍した。